# Persone di cognome Ramírez
| Questa pagina contiene informazioni ricavate automaticamente dalle voci biografiche con l'ausilio del template Bio e di un bot. L'aggiornamento è periodico e automatico e ricostruisce completamente la pagina. Se manca una persona in questa lista, sei pregato di non aggiungerla, ma accertati piuttosto che la sua voce biografica contenga il template Bio e che i dati anagrafici siano correttamente compilati. Se il template Bio manca, inseriscilo tu stesso o, in alternativa, metti l'avviso {{tmp\|Bio}} che ne segnala la mancanza. Se i dati riportati sono sbagliati, correggi direttamente la voce biografica; le modifiche saranno visibili in questa lista entro pochi giorni. Per chiarimenti vedi il progetto biografie. La lista contiene solo le 43 persone che sono citate nell'enciclopedia e per le quali è stato implementato correttamente il template Bio. Pagina aggiornata al 3 nov 2022. |

Questa è una lista di persone presenti nell'enciclopedia che hanno il cognome Ramírez, suddivise per attività principale.

## Allenatori di calcio(1)
- Sergio Ramírez, allenatore di calcio e ex calciatore uruguaiano (Treinta y Tres, n.1951)

## Arbitri di calcio(1)
- Antonio Márquez Ramírez, arbitro di calcio messicano (Lagos de Moreno, n.1936 - † 2013)

## Arcivescovi cattolici(1)
- Francesco Ramírez, arcivescovo cattolico spagnolo (Estremera, n.1648 - Agrigento, † 1715)

## Attori(4)
- Dania Ramírez, attrice e modella dominicana (Santo Domingo, n.1979)
- Lucía Ramírez, attrice e attrice pornografica dominicana
- Natalia Ramírez, attrice colombiana (Bogotà, n.1965)
- Sara Ramírez, attrice e cantante messicana (Mazatlán, n.1975)

## Calciatori(15)
- Alberto Ramírez, ex calciatore peruviano (Lima, n.1941)
- Alfredo Ramírez, calciatore argentino (Santa Fe, n.1987)
- Matías Ramírez, calciatore argentino (Pontevedra, n.1999)
- Cristian Ramírez, calciatore ecuadoriano (Santo Domingo, n.1994)
- César Ramírez, ex calciatore paraguaiano (Asunción, n.1977)
- Eric Ramírez, calciatore argentino (Concordia, n.1996)
- Jaime Patricio Ramírez, ex calciatore cileno (Santiago del Cile, n.1967)
- John Mario Ramírez, calciatore colombiano (Bogotà, n.1970 - Tunja, † 2021)
- Jorge Luis Ramírez, ex calciatore cubano (n.1977)
- Juan Edgardo Ramírez, calciatore argentino (Moreno, n.1993)
- Julio Ramírez, calciatore argentino (Villaguay, n.1992)
- Martín Ramírez, ex calciatore peruviano (n.1964)
- Orlando Ramírez, calciatore cileno (n.1943 - † 2018)
- Roberto Ramírez, calciatore argentino (Mendoza, n.1996)
- Rubén Ramírez, calciatore argentino (Margarita, n.1982)

## Cantanti(1)
- Karen Ramírez, cantante britannica (Londra, n.1971)

## Cestisti(2)
- María Elena Ramírez, ex cestista messicana (Città del Messico, n.1958)
- Soterio Ramírez, ex cestista dominicano (Villa Altagracia, n.1967)

## Compositori(1)
- Ariel Ramírez, compositore argentino (Santa Fe, n.1921 - Buenos Aires, † 2010)

## Dirigenti sportivi(1)
- Jo Ramirez, dirigente sportivo messicano (Città del Messico, n.1941)

## Giocatori di baseball(4)
- Aramis Ramírez, ex giocatore di baseball dominicano (Santo Domingo, n.1978)
- Elvin Ramírez, giocatore di baseball dominicano (San Cristóbal, n.1987)
- Hanley Ramírez, giocatore di baseball dominicano (Samaná, n.1983)
- José Ramírez, giocatore di baseball dominicano (Baní, n.1992)

## Giocatori di football americano(1)
- Manny Ramirez, giocatore di football americano statunitense (Houston, n.1983)

## Lunghisti(1)
- Niño Ramírez, lunghista, ostacolista e cestista filippino (n.1912)

## Militari(1)
- Francisco Ramírez, militare argentino (Concepción del Uruguay, n.1786 - Chañar Viejo, † 1821)

## Modelli(2)
- Veruska Ramírez, modella venezuelana (Táriba, n.1979)
- Yessica Ramírez, modella messicana (Culiacán, n.1982)

## Pallavolisti(1)
- Roberto Ramírez, pallavolista portoricano (Guaynabo, n.1992)

## Poeti(1)
- Alejandro Finisterre, poeta, inventore e editore spagnolo (Fisterra, n.1919 - Zamora, † 2007)

## Politici(2)
- Camila Ramírez, politica uruguaiana (Minas, n.1989)
- José Fernando Ramírez, politico messicano (El Parral, n.1804 - Bonn, † 1871)

## Tennisti(2)
- Raúl Ramírez, ex tennista messicano (Ensenada, n.1953)
- Yola Ramírez, ex tennista messicana (Messico, n.1935)

## Vescovi cattolici(1)
- Ricardo Ramírez, vescovo cattolico statunitense (Bay City, n.1936)